# 육근수
육근수(1923년 2월 2일 ~ 1953년 7월 14일)는 대한민국의 군인으로, 대령으로서 기갑연대장의 임무를 수행하던 중 사망하였다. 6·25 전쟁 때 있었던 금성전투의 공을 인정받아 2016년 7월, 이달의 호국인물에 선정되었다.
1923년 대전 대덕에서 출생한 후 육군사관학교 제3기 졸업 후 1947년 보병 소위로 임관하였다. 제8사단과 수도사단, 2군단 정보참모 등을 역임하며, 뛰어난 활약을 펼쳐 화랑무공훈장, 충무무공훈장, 을지무공훈장을 받았다. 
정부는 악전고투의 상황에서도 부하들을 위해 살신성인의 자세를 보여준 육근수 대령의 공전을 기려 1계급 특진과 함께 금성무공훈장을 수여하였다. 또한 1955년에는 그리스 국왕으로부터 희랍고급훈장이 추서되었다. 현재는 국립서울현충원에 안장되어 있다.

## 출전전투: 금성지구전투
1952년 10월 수도사단 제1기갑연대장에 임명되면서 금성지구전투 현장에 배치됐다. 금성지구전투는 당시 금성지구(현재의 강원도 화천군 인근)에서 양측의 도합 40만 명 이상의 인원이 동원된 총력전이다. 1953년 7월, 휴전이 가까워지자 중공군은 중부전선의 요충지인 '금성 돌출부'를 탈취하기 위해 마지막 대공세를 시작했다. 당시 수도사단은 금성 돌출부의 좌측 어깨 부분을 방어하고 있었고, 육근수 대령(당시 계급)의 제1기갑연대는 사단 예비대로서 최전방에 배치되어 있던 제1연대와 제26연대를 지원하는 임무를 맡고 있었다.
7월 13일, 중공군이 대규모 병력을 동원해 제1연대의 주저항선(김화군 이천동, 현재의 철원 지역)을 습격하자, 육근수 대령은 전멸 위기에 빠진 제1연대를 구하기 위해 14일 자정 무렵 제2대대를 직접 인솔해 제1연대의 주저항선으로 이동했다.
그러나 이미 산 중턱에 매복해있던 적의 파상공세에 대대원들은 걷잡을 수 없는 혼란에 빠지게 됐다. 악전고투의 현장에서도 육근수 대령은 대대원들의 시신을 손수 수습하고 대오를 맞추며 중공군에 맞서 방어전을 펼쳤다. 그러나 안타깝게도 적의 흉탄이 그의 가슴에 명중해 현장에서 전사했다.

### 역사적 배경
1952년 10월 초 유엔군과 북한군 사이에 진행되던 휴전회담은 포로 교환 방법에 대한 이견으로 결렬 되었다. 휴전회담이 결렬되자 철원 북방의 백마고지와 김화 오성산 동남방 능선인 저격능선에서 치열한 전투가 벌어졌다. 이후 이승만 대통령의 예상하지 못한 대규모 반공포로 석방으로 휴전회담은 또 결렬되고, 전선은 다시 긴장 상태가 되었다.  

### 금성전투
금성전투는 한국전쟁 막바지에 발생한 전투로 한미 연합군 측과 중공군 측 모두에 막대한 피해를 안겨준 전투이다. 강원도 화천군 말고개에는 금성전투를 기리는 금성지구전투 전적비가 세워져 있다. 금성지구 지역의 특징은 고지가 매우 많고 협곡을 흐르는 강인 북한강의 수심의 변화가 크다. 또한 전투가 이루어진 시기가 장마철임을 고려할 때 쌍방 간 작전이 매우 힘든 일이었음을 알 수 있다. 

### 경과
1953년 6월 10일부터 18일 사이에 실시된 6월 공세에서 중공군은 20병단 예하 2개 군(60군, 67군) 6개 사단이 국군 5사단과 8사단을 공격하였다. 이 전투로 중공군은 금성천 일대 주요 고지들을 확보하였다. 이후 1953년 7월 13일부터 19일 사이에 실시된 '7월 공세'에서 중공군은 20병단 예하 4개 군(54군, 60군, 67군, 68군) 산하 12개 사단이 금성지구 돌출부를 제거하기 위하여 정면과 측면에서 국군을 공격하였다. 이때 중공군은 690고지와 485고지를 점령하였다. 그러나 1953년 7월 15일부터 국군이 2군단 예하 5사단, 8사단, 11사단으로 주 저항선을 구축하고 반격을 개시하여, 1953년 7월 19일 금성천 이남 지역을 탈환하였다. 

### 결과 및 의의
금성전투에서 국군은 중공군 사살 2만 7216명, 부상 3만 8700명, 생포 186명, 무기 노획 1428정 등 큰 전과를 올렸다. 반면 국군은 1만 4373명의 인명 손실을 입었다. 국군은 중공군을 격퇴하고 금성지구 탈환에 성공하여 오늘날 지역 일대를 남한의 영토로 귀속시킬 수 있었다. 치열했던 금성전투를 기리기 위해 1957년 7월 15일 육군 제 3,6,8,11 수도사단은 금성지구 전투 전적비를 건립하였으며, 현재는 제 3보병사단이 관리하고 있다. 매년 6월 국군장병들의 공적과 호국영령들의 넋을 기리는 추모식이 거행된다.   

## 참고 문헌
국방부전사편찬위원회, 기타서지 : (한국전쟁전투사)금성전투